# شغب قباء 2010
اشتباكات قباء 2010 هي أحداث شغب وعنف طائفي و قعت بالمدينة المنورة قرب مسجد قباء بين بعض المواطنين السعوديين من الشيعة والسنة في يوم الخميس في 16 ديسمبر 2010 اللتي وافقت ذكرى عاشوراء عند الشيعة ، و تدخلت قوات الطوارئ و قامت بفض الاشتباكات عن طريق الهروات و الغازات المسيلة للدموع و الرصاص الحي، و نتج عن أحداث الشغب عدد من الاصابات في صفوف بعض رجال الأمن و المواطنين.

## الحادثة
في يوم الخميس 17 ديسمبر 2010 قام مجموعة من الشباب بأعمال شغب وتراشق بالحجارة في حي العصبة بالقرب من مسجد قباء، مما نتج عنه تهشيم زجاج بعض السيارات الواقفة بالحي وتعرض بعض الأشخاص إلى إصابات بسيطة، وتدخلت الجهات الأمنية وقامت بتفريق المتشاجرين وفض التجمهر وتم التحفظ على مجموعة من طرفي الشغب. كانت أعمال الاشتباكات قد حدثت بين مايزيد عن 800 شاب، ونتج عنه تحطيم أكثر من 17 سيارة إضافة إلى إصابات عديدة بين الطرفين، وتم نقلهم عن طريق الهلال الأحمر السعودي إلى مستشفى الملك فهد.
قامت قوات الأمن بالمدينة المنورة بتطويق منطقة حي العصبة على مدار يومين، وذلك تجنباً لحدوث إي اشتباكات أخرى، وقد تواجدت أكثر من 10 فرق من قوات أمن المهمات بالإضافة إلى تواجد أكثر من 60 دورية وحوالي 300 رجل أمن.

## الأضرار
أصيب في مواجهة الشغب ثلاثة من رجال الأمن بإصابات طفيفة وتم علاجها بالموقع، وتم احتجاز عدد كبير من المشاركين في الشغب من قبل الجهات الأمنية لمشاركتهم بالقضية، وعددهم 38 شخصًا وتم توزيعهم على توقيف المراكز الجنائية، أما عدد السيارات التي تعرضت للتلف جرّاء المضاربة فكانت 36 سيارة كانت تقف في أنحاء متفرقة من الحي، منها 20 مركبة كانت متوقفة في موقع واحد.

## حل الخلاف
في 25 ديسمبر اجتمع وجهاء وأعيان حي قباء بالمدينة المنورة، واستطاعوا من حالة النزاع الذي تمثلت في حالة من الشغب والفوضى استدعت تدخل الجهات الأمنية لمعالجة الموقف، وخلال اللقاء الذي حضره أعيان الطرفين، اتفق أعيان ووجها الحي على جملة من البنود منها: رفض التعدي على الآخرين والتحريض على كراهيتهم، وقد أقر ممثلا الطرفين على وثيقة الصلح.